# شهرستان هووشان
شهرستان هووشان (به لاتین: Huoshan County) یک شهرستان جمهوری خلق در چین است که در لوآن واقع شده‌است. شهرستان هووشان ۲٬۰۴۲ کیلومتر مربع مساحت و ۳۷۰٬۰۰۰ نفر جمعیت دارد.